# Reichsmarschall

Insígnia d'espatlla de Reichsmarschall

Insígnies de coll de Reichsmarschall

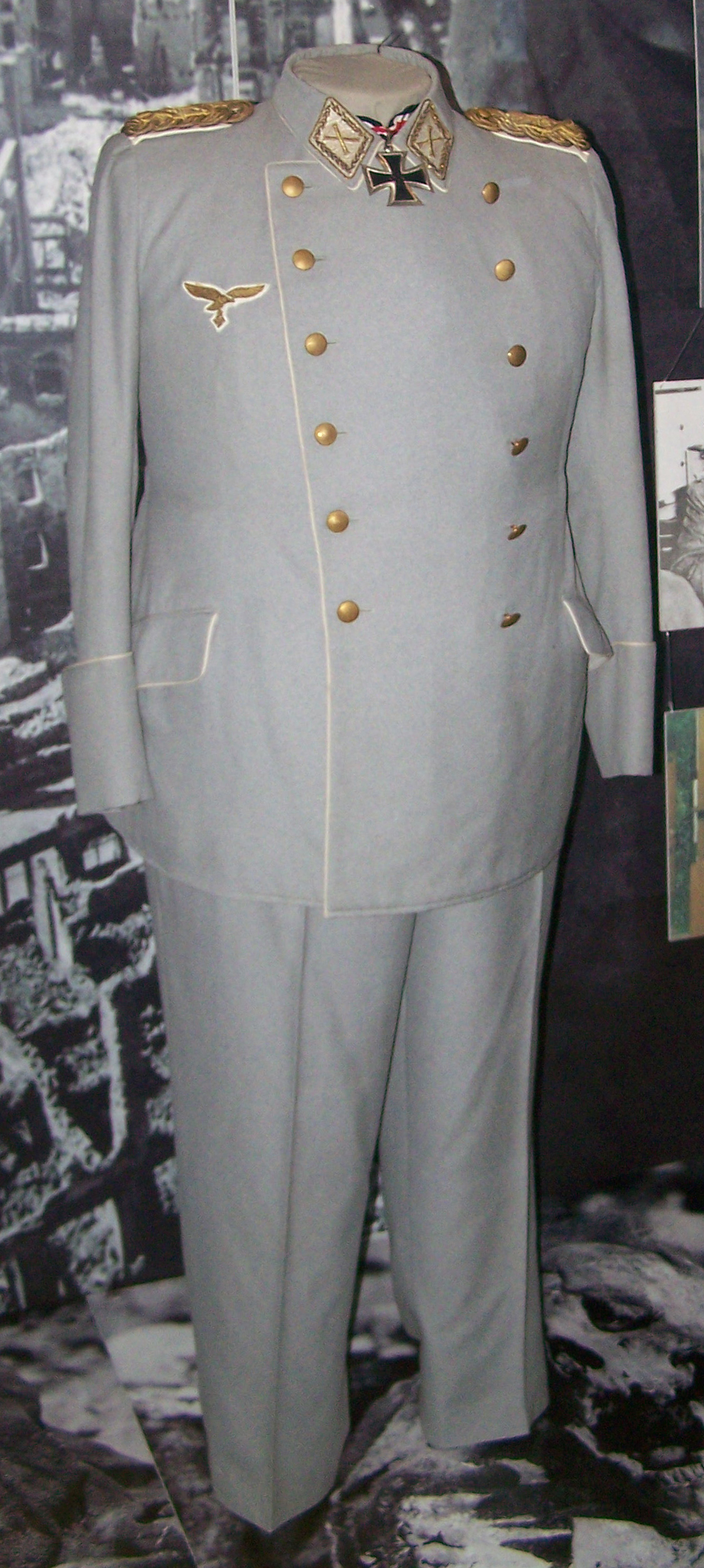
Uniforme original del Reichsmarschall Hermann Göring, exposat al Luftwaffe-Museum de Berlín.

Reichsmarschall (Mariscal de l'Imperi) era el màxim rang de la Wehrmacht de l'Alemanya Nazi durant la Segona Guerra Mundial.
El rang de Reichsmarschall originalment es va crear al segle xii, a l'època del Sacre Imperi Romanogermànic. A l'època de l'imperi Alemany i la I Guerra Mundial cap membre de les forces armades alemanyes hi va ser promogut.
Durant la II Guerra Mundial, Hermann Göring va ser l'únic en ser promogut al rang de Reichsmarschall, sent promogut al rang el 1940 per Adolf Hitler. Göring, que era el Comandant en Cap de la Luftwaffe, tingué diversos títols prestigiosos, com Guardabosc en Cap del Reich, Comissari Plenipotenciari del Pla Quatrienal i Ministre d'Economia.
Hitler el nomenà per distingir-lo entre els altres comandants de l'Estat Major de la Wehrmacht. Hitler havia escollit a Göring com el seu successor pel lideratge del Reich; i un dels motius era que en cas que Hitler fos assassinat existís una clara línia de successió militar ja establerta. No obstant això, el Gran Almirall Karl Dönitz va ser nomenat específicament com a successor per Hitler el 30 d'abril de 1945 al seu testament polític (Dönitz només va ser notificat del seu nomenament com a successor l'1 de maig de 1945 per Martin Bormann i Joseph Goebbels).